# Sincerely Yours
Pour l’article homonyme, voir Sincerely Yours (film).
Sincerely Yours est un label indépendant suédois créé en 2005 par le duo électro-pop The Tough Alliance et situé à Göteborg. Le duo créa ce label après leur label précédent, Service Records. The Tough Alliance commença par sortir sa propre musique, mais signe et sort maintenant de la musique d'autres artistes.

## Groupes et artistes
- The Tough Alliance
- Air France
- The Honeydrips
- Jonas Game
- Joel Alme
- Nordpolen
- jj
- Avner